# Aluminum Corporation of China
Aluminum Corporation of China («Алюминиевая корпорация Китая») — государственная алюминиевая компания Китайской Народной Республики. Является вторым по величине в мире производителем глинозёма и третьим по величине производителем первичного алюминия. Формально есть две компании с похожим названием — полностью государственная Aluminum Corporation of China (Chinalco) и частично контролируемая ею публичная компания Aluminum Corporation of China Limited (Chalco).

## История
Aluminum Corporation of China Limited была основана 10 сентября 2001 года в Пекине; ей было передано большинство активов государственной компании. В декабре 2001 года акции компании были размещены на Гонконгской и Нью-Йоркской фондовых биржах, а в апреле 2007 года — также и на Шанхайской фондовой бирже. Ключевым инвестором стала компания Alcoa. В 2013 году в подчинение государственной компании были возвращены предприятия по производству готовых алюминиевых изделий.
В декабре 2018 года у правительства провинции Юньнань был приобретён контрольный пакет акций металлургической группы Yunnan Metallurgical Group, включая контролируемую ею компанию Yunnan Aluminium.

## Собственники и руководство
Крупнейшим акционером Aluminum Corporation of China Limited является государственная компания Aluminum Corporation of China (32,16 %), другими значимыми акционерами являются China Life Insurance (3,95 %), BlackRock (1,8 %), The Bank of New York Mellon (1,17 %).

## Деятельность
Государственная компания Aluminum Corporation of China в 2021 году заняла 198-е место в списке Fortune Global 500, её выручка за 2020 год составила 53,19 млрд долларов, чистая прибыль — 321 млн долларов, активы — 96,9 млрд долларов, собственный капитал — 16,7 млрд долларов, в ней работал 152 681 сотрудник.
Выручка Aluminum Corporation of China Limited составила 28,5 млрд долларов, активы — 29,9 млрд долларов, число сотрудников — 63 тысячи.
|                     | 2006  | 2007  | 2008  | 2009   | 2010  | 2011  | 2012   | 2013  | 2014   | 2015  | 2016  | 2017  | 2018  | 2019  | 2020  |
| ------------------- | ----- | ----- | ----- | ------ | ----- | ----- | ------ | ----- | ------ | ----- | ----- | ----- | ----- | ----- | ----- |
| Оборот              | 64,83 | 85,20 | 76,73 | 70,27  | 121,0 | 138,5 | 143,7  | 169,7 | 142,0  | 123,4 | 145,0 | 181,1 | 180,4 | 190,2 | 186,0 |
| Чистая прибыль      | 12,71 | 12,12 | 0,169 | -4,680 | 0,969 | 0,691 | -8,643 | 0,763 | -17,04 | 0,424 | 1,221 | 2,408 | 1,446 | 1,491 | 1,573 |
| Активы              | 81,94 | 105,8 | 135,6 | 134,0  | 141,3 | 157,5 | 175,3  | 199,7 | 192,8  | 189,3 | 191,6 | 200,1 | 201,1 | 203,1 | 194,9 |
| Собственный капитал | 49,27 | 64,49 | 60,18 | 55,58  | 57,19 | 58,16 | 53,78  | 53,72 | 39,65  | 50,30 | 56,03 | 65,80 | 67,70 | 70,76 | 71,17 |

В 2020 году производство оксида алюминия Aluminum Corporation of China Limited составило 18,47 млн тонн, чистого алюминия — 3,69 млн тонн (соответственно 23 % и 10 % от произведённого в КНР). Компании принадлежит 14 шахт по добыче бокситов в КНР, три шахты в Индонезии (западная часть острова Калимантан) и одна в Гвинее; в сумме они обеспечивают немногим менее половины потребности компании в руде.
Подразделения по состоянию на 2020 год:
- Оксид алюминия — добыча и покупка бокситов и другого сырья и переработка их в оксид алюминия (в том числе сверхчистый для химической и фармацевтической промышленности); 7 % выручки.
- Алюминий — выплавка чистого алюминия, получение алюминиевых сплавов; 21,7 % выручки.
- Торговля — продажа продукции, включающей алюминий, оксид и сплавы алюминия, другие цветные металлы, излишки добытого угля и бокситов, транспортные и логистические услуги; 67,4 % выручки.
- Энергетика — добыча угля и производство электроэнергии; основой подразделения является купленная в 2013 году компания Ningxia Energy; 3,7 % выручки.

Производственные мощности и их номинальная производительность:
| Предприятие         | Расположение                      | Год основания | Оксид алюминия, тыс. тонн | Алюминий, тыс. тонн |
| ------------------- | --------------------------------- | ------------- | ------------------------- | ------------------- |
| Guangxi branch      | Гуанси-Чжуанский автономный район | 1994          | 2,210                     | —                   |
| Zhongzhou Aluminum  | Хэнань                            | 1993          | 3050                      | —                   |
| Qinghai branch      | Цинхай                            | 1987          | —                         | 420                 |
| Guangxi Huasheng    | Гуанси                            | 2017          | 2000                      | —                   |
| Chalco Mining       | Хэнань                            | 1966          | 2410                      | —                   |
| Chalco Shandong     | Шаньдун                           | 1954          | 2270                      | —                   |
| Shanxi New Material | Шаньси                            | 2003          | 2600                      | 424                 |
| Chongqing branch    | Чунцин                            | 2010          | 800                       | —                   |
| Lanzhou Aluminum    | Ганьсу                            | 2007          | —                         | 450                 |
| Zunyi Aluminum      | Гуйчжоу                           |               | 1000                      | 375                 |
| Shandong Huayu      | Шаньдун                           |               | —                         | 65                  |
| Baotou Aluminum     | Внутренняя Монголия               | 2007          | —                         | 1340                |
| Zhengzhou Institute | Хэнань                            | 1965          | 20                        | —                   |
| Liancheng branch    | Ганьсу                            | 2008          | —                         | 550                 |
| Guizhou Huajin      | Гуйчжоу                           | 2014          | 1600                      | —                   |
| Xinghua Technology  | Шаньси                            |               | 900                       | —                   |
| Shanxi Huaxing      | Шаньси                            | 2013          | 2000                      | —                   |
| Guizhou Huaren      | Гуйчжоу                           | 2017          | —                         | 400                 |
| Shanxi Zhongrun     | Шаньси                            | 2015          | —                         | 432                 |